# Alexandros Nikolopoulos
Alexandros Nikolopoulos (græsk: Αλέξανδρος•Νικολόπουλος; født 1875 i Athen) var en græsk vægtløfter, som deltog i de første moderne olympiske lege 1896 i Athen.
Nikolopoulos stillede op i vægtløftning ved OL 1896. Han kom på en tredjeplads i enhåndsløft, hvor han løftede 57,0 kg, det samme som Viggo Jensen fra Danmark, mens Launceston Elliot fra Storbritannien var bedst med 71,0 kg. Danskeren blev tildelt andenpladsen, tilsyneladende fordi han løftede de 57 kg med både højre og venstre hånd, mens Nikolopoulos kun løftede denne vægt med den ene af sine hænder. Der var blot fire deltagere i konkurrencen.